# Kamen Rider Ryūki
Kamen Rider Ryūki (仮面ライダー龍騎 Kamen Raidā Ryūki?), es el título de la 12.ª temporada de la franquicia Kamen Rider. Esta serie muestra un ambiente más hostil entre Riders, representado por la "Guerra de los Riders". En 2008 se realizó una versión estadounidense de la serie, titulada Kamen Rider Dragon Knight. El eslogan de la temporada es "¡¡Aquellos que no luchen no sobrevivirán!!" (戦わなければ、生き残れない!! Tatakawanakereba, ikinokorenai!!?)

## Argumento
Trece Advent Cards fueron creadas para trece Kamen Riders. Quienes hacen contratos con los Contract Monster (契約モンスター Keiyaku Monsutā?) del misterioso Mirror World (ミラーワールド Mirā Wārudo?, Mundo de los Espejos), una dimensión paralela al mundo real en donde solo los Kamen Riders pueden existir. El contrato entre Monsters y Riders trata de que los Monsters les den su poder a los Riders a cambio de que ellos los alimenten con la fuerza vital de las criaturas que destruyen. El creador de las Advent Cards tiene solamente una regla: solamente puede haber un Kamen Rider. Los otros deben ser destruidos, y concederá al vencedor un único deseo. Esta es la Guerra de los Riders.
Por todas partes de la ciudad, gente inocente está siendo secuestrada, para nunca ser vista otra vez. Durante sus investigaciones de estos incidentes, Shinji Kido (un periodista del portal en línea ORE) descubre una de las Advent Cards en un apartamento donde cada superficie reflexiva ha sido cubierta por periódico. Pronto es absorbido por el Mirror World, descubriendo la verdad aterrorizante detrás de las desapariciones: La gente está siento arrojada literalmente a través de los espejos de modo que los Mirror Monsters puedan alimentarse de ellas. Él está a punto de ser asesinado por un poderoso dragón llamado Dragredder cuando Ren Akiyama, Kamen Rider Knight, lo salva.
Ren intenta ganar la Guerra de los Riders a toda costa. Él trabaja con una mujer joven llamada Yui Kanzaki, que busca a su hermano desaparecido: el amo de la Guerra de los Riders, Shirō Kanzaki. Viendo la fuerza de Ren, Shinji se incorpora la Guerra de los Riders, no por el premio, si no de modo que él pueda proteger a la gente inocente contra la amenaza del Mirror World, y para luchar entre los Kamen Riders. Con Dragredder como su monstruo compañero, Shinji se transforma en Kamen Rider Ryūki.
Él descubrirá que hay alguna gente que no puede ser salvada. Que debe luchar a veces con el fin de dejar de luchar. El grado al cual el debe ir si quiere cumplir su deseo más profundo, y los sacrificios que debe hacer. Finalmente, puede haber solamente un Kamen Rider.

## Personajes

### Riders
- Shinji Kido (城戸 真司 Kido Shinji?)/Kamen Rider Ryūki (仮面ライダー龍騎 Kamen Raidā Ryūki?): Es un hombre amistoso y de buen corazón que trabaja en el Portal ORE como periodista novato, pero el termina siendo arrastrado al Mirror World. Eventualmente, el contrata a Dragredder y se convierte en Kamen Rider Ryūki para proteger las vidas inocentes y detener la Guerra de los Rider.
- Ren Akiyama (秋山 蓮 Akiyama Ren?)/Kamen Rider Knight (仮面ライダーナイト Kamen Raidā Naito?): Un hombre solitario que pelea constantemente y esta frecuentemente desempleado. El recibe su Advent Deck antes del inicio de la serie. El aceptó la oferta de Kanzaki para unirse a la Guerra de los Rider para darle a su prometida, Eri Ogawa, una recuperación completa ya que ella estaba en coma desde un misterioso encuentro con Darkwing. Ren hizo contrato con Darkwing y se transformó en Kamen Rider Knight.
- Masashi Sudō (須藤 雅史 Sudō Masashi?)/Kamen Rider Scissors (仮面ライダーシザース Kamen Raidā Shizāsu?):Era un detective que usaba su trabajo para encubrir efectivamente sus actividades ilegales, y se deshacía de cualquier testigo de sus actos. Tenía un compañero dueño de la tienda Antique and Collection, hasta que su constante demanda -por un recorte mayor en los beneficios- hizo que Masashi lo matara, encerrándolo en la pared de su propia tienda segundos antes de que apareciera Shirō Kanzaki y le ofreciera un mazo de cartas, explicando los términos de aceptarlo. Masashi lo tomó con gusto e hizo su Contrato con el Mirror Monster Volcancer, convirtiéndose en Kamen Rider Scissors y jugando un papel en las desapariciones mientras alimenta con sus víctimas a Volcancer.
- Shūichi Kitaoka (北岡 秀一 Kitaoka Shūichi?)/Kamen Rider Zolda (仮面ライダーゾルダ Kamen Raidā Zoruda?): Un autoproclamado "super abogado" que sólo ayuda a quienes tienen algo que ganar. Debido a que tiene un cáncer terminal y solo tiene unos pocos meses de vida, aceptó la oferta de Kanzaki para unirse a la Guerra de los Rider. Su deseo es ser inmortal para poder continuar su extravagante estilo de vida. Debido a su enfermedad, sufre de frecuentes mareos y desmayos. Su Contract Monster es Magnugiga
- Miyuki Tezuka (手塚 海之 Tezuka Miyuki?)/Kamen Rider Raia (仮面ライダーライア Kamen Raidā Raia?): Él es un adivino muy preciso que cree en la predestinación. Él lucha para detener la Guerra de Riders y cambiar su destino, similar a Shinji, Tezuka es uno de los pocos Riders honorables y nobles de la serie. En un principio no fue elegido para convertirse en Rider. El verdadero elegido fue Yuichi Saito, un excelente pianista y querido amigo de Tezuka, quien había perdido su capacidad de tocar cuando un asaltante le rompió las manos y arruinó su habilidad para jugar. Kanzaki más tarde apareció ante Yuichi para ofrecerle la restauración de sus manos si se convertía en un Rider, pero Yuichi se negó y fue comido por el monstruo GuldThunder como resultado. Tomando el mazo de cartas, Tezuka luego contrató a Evildiver y se convirtió en un Rider para vengar a su amigo al terminar la Guerra de los Riders.
- Jun Shibaura (芝浦 淳 Shibaura Jun?)/Kamen Rider Gai (仮面ライダーガイ Kamen Raidā Gai?): Él es un estudiante universitario de tercer año en la Universidad de Meirin, extremadamente versado en computadoras y programación que pertenece al Matrix Netgame Club. Siendo el hijo del presidente de una importante compañía, Jun es arrogante en su personalidad, jugando con la vida de otras personas por nada más que una buena risa. Se unió a la Guerra de los Riders simplemente para ser el ganador, lo que para él era todo un juego. Su Constract Monster es Metalgelas
- Takeshi Asakura (浅倉 威 Asakura Takeshi?)/Kamen Rider Ouja (仮面ライダー王蛇 Kamen Raidā Ōja?): Es un criminal sádico que asesinó a toda su familia durante la infancia, ganando una reputación de tener un amor para luchar y matar en sus ataques de ira al azar. Como resultado de su naturaleza sádica, Asakura fue personalmente responsable de terminar la carrera de piano del amigo de Tezuka, Yuichi Saito, y el asesinato de la hermana mayor de Miho Kirishima. Su personalidad arrogante resultó con su abogado defensor, Shūichi Kitaoka, negándose a representarlo y dejándolo pudrirse en la cárcel. Debido a que estaba en prisión y no podía alimentar su naturaleza destructiva, Asakura aceptó gustoso la oferta de Kanzaki de unirse a la Guerra de los Riders y establece un contrato con Venosnaker para escapar de la cárcel y vengarse de Kitaoka
- Satoru Tōjō (東條 悟 Tōjō Satoru?)/Kamen Rider Tiger (仮面ライダータイガ Kamen Raidā Taiga?): Es un hombre perturbado con un trasfondo moral torcido; un paria social decidido a hacer lo que sea para ser aceptado. Sin embargo, Tōjō también parecía tener un gran respeto por su maestro, Hideyuki Kagawa, adoptando sus teorías sobre el concepto de heroísmo, aunque Tōjō desarrolla un síndrome de héroe debido a su naturaleza sedienta de sangre. Debido a la historia de inestabilidad mental de Tōjō, llegó a creer que necesitaba matar a aquellos que amaba o que le importaban para convertirse en héroe, ya que su dolor lo haría luchar más duro. Tōjō se unió a la Guerra de los Riders para probarse a sí mismo como un verdadero héroe. Su Contract Monster es Destwilder
- Mitsuru Sano (佐野 満 Sano Mitsuru?)/Kamen Rider Imperer (仮面ライダーインペラー Kamen Raidā Inperā?): Aunque Mitsuru proviene de una familia adinerada, trabaja en un garaje de estacionamiento, ocasionalmente limpiando autos de gente rica. Su padre lo obligó a vivir de este modo para que pudiera aprender las dificultades de la vida y no ser mimado por una educación rica. Sin embargo, debido a su pobre estilo de vida, creía que la amistad, el respeto y el amor se podían comprar y, por lo tanto, aceptó la propuesta de Kanzaki de convertirse en un Rider para enriquecerse y llevar una vida feliz. Se convirtió en una especie de mercenario, intentando vender su fuerza como Rider a las distintas facciones dentro de la Guerra de los Riders. Su Contract Monster es Gigazelle
- Miho Kirishima (霧島 美穂 Kirishima Miho?)/Kamen Rider Femme (仮面ライダーファム Kamen Raidā Famu?): Es una estafadora que seduce a los hombres ricos para robarles su dinero y/o sus objetos de valor. Miho aceptó la propuesta de Kanzaki de unirse a la Guerra de los Rider por dos razones: quería resucitar a su hermana y vengarse de su asesino, Takeshi Asakura, su Contract Monster es Blancwing. Ella es la primera mujer Rider oficial de la franquicia.
- Shnji del Espejo (鏡像の真司 Kyōzō no Shinji?)/Kamen Rider Ryūga (仮面ライダーリュウガ Kamen Raidā Ryūga?): Es la versión de Shinji que habita en la realidad alternativa del Mirror World, como su reflejo. Puede sobrevivir indefinidamente en su propio universo sin ninguna protección adicional, pero solo puede permanecer en el mundo real por un corto tiempo antes de comenzar a desintegrarse, al igual que lo haría un ser humano normal en el Mirror World. Se une a la Guerra de los Riders para perseguir su objetivo de convertirse en una persona real en el mundo real. Su Contract Monster es Dragblacker
- Itsurō Takamizawa (高見沢 逸郎 Takamizawa Itsurō?)/Kamen Rider Verde (仮面ライダーベルデ Kamen Raidā Berude?): Era un hombre de negocios de treinta y ocho años, jefe del Grupo Takamizawa. Extremadamente rico, Takamizawa mantuvo oculta su naturaleza siniestra para proteger su imagen pública. Él aceptó la propuesta de Kanzaki de unirse a la Guerra de los Riders para poder ganar más poder y gobernar el mundo. Su Contract Monster es Biogreeza
- Kamen Rider Ōdin (仮面ライダーオーディン  Kamen Raidā Ōdin?): Es un títere sin mente controlado por Shirō Kanzaki, que es capaz de interactuar con el mundo real donde Kanzaki no puede y está contratado con Goldphoenix. Ōdin sirve para proteger a Yui de daños y también actúa como representante personal de Kanzaki en la Guerra de los Riders. Ōdin posee una fuerza increíble, la capacidad de teletransportarse distancias cortas y la capacidad de disparar una ráfaga de plumas doradas. También puede usar la carta Time Vent para invertir el tiempo hasta el comienzo de la Guerra de los Riders

### Aliados
- Yui Kanzaki (神崎 優衣 Kanzaki Yui?): Una joven de 19 años que se unió a Ren antes del inicio de la serie. El propósito de Yui para unirse a Ren es para encontrar pistas sobre su hermano perdido, Shirō. Pero sin saberlo, ella tiene una misteriosa conexión con el Mirror World y los Mirror Monsters.
- Sanako Kanzaki (神崎 沙奈子 Kanzaki Sanako?): La tía de Shirō y Yui. Ella sintió un disgusto inmediato por la frialdad de Ren, pero recibió con los brazos abiertos al amistoso Shinji. Sanako se considera una mujer sabia y dice que su intuición nunca se equivoca.
- Gorō Yura (由良 吾郎 Yura Gorō?): El sirviente leal de Shūichi que es altamente especializado en las tareas del hogar y en los combates mano a mano. También es consciente de las actividades de Kitaoka como Rider y ayuda en lo que puede. Gorō fue una vez el cliente de Kitaoka. Por eso, la condición de Kitaoka no se diagnosticó a tiempo. Sientiendose en deuda, Gorō decidió ser su sirviente leal y eterno guardaespaldas. Más tarde serviría como el segundo Zolda.
- Eri Ogawa (小川 恵里 Ogawa Eri?): Es la prometida de Ren, Eri fue atacada por Darkwing después de que Shirō Kanzaki abriera el Mirror World. El incidente la dejó en coma, lo que provocó que su prometido Ren se convirtiera en Kamen Rider Knight para traerla de regreso.
- Hajime Nakamura (仲村 創 Nakamura Hajime?): Originalmente fue uno de los empleados en el Laboratorio 401, pero estaba enfermo el día en que Kanzaki comenzó sus experimentos. Al enterarse de lo que ocurrió, Nakamura nunca perdonó a Kanzaki por los eventos que ocurrieron. Nakamura evitó cuidadosamente cualquier pregunta sobre el laboratorio, Kanzaki y lo que sucedió allí, Nakamura finalmente se unió al Profesor Kagawa para detener la Guerra de los Riders
- Hideyuki Kagawa (香川 英行 Kagawa Hideyuki?): Es profesor en la Universidad de Seimeiin. Antes del experimento de Kanzaki, Kagawa entró un día en la habitación 401 y vio el cuaderno de Shirō Kanzaki en el suelo. Lo recogió, lo abrió y le dio a cada página intrigante una mirada antes de que Kanzaki se la arrebatara. Sin embargo, el profesor Kagawa tenía memoria fotográfica y recordó lo que había leído. Después de conocer la naturaleza severa de los experimentos de Kanzaki, Kagawa comenzó a duplicar el trabajo de Kanzaki para cerrar el Mirror World.

### Villanos
- Mirror Monsters (ミラーモンスター Mirā Monsutā?): fueron creados por Yui como dibujos hechos por ella y su hermano, Shirō Kanzaki, cuando eran jóvenes y se los dieron a su espejo para obtener una nueva vida. Como estas criaturas no tienen vida propia, tienen que atacar a los humanos para sobrevivir con su fuerza vital. El único ser humano al que no pueden atacar es Yui, a quien obedecen como a Kanzaki. Sin embargo, los Mirror Monsters que atacan a Yui son atacados por Kamen Rider Ōdin o un Mirror Monster leal que sirve a Kanzaki. Pero la mayoría de los monstruos son aliados contratados y la fuente de energía para la mayoría de los trece Riders, construyendo su poder al absorber la energía de otros Mirror Monsters derrotados. Pero si la energía no se absorbe, podría convertirse en un nuevo Mirror Monster.
- Shirō Kanzaki (神崎 士郎 Kanzaki Shirō?): Hombre misterioso y genio científico que creó a los Kamen Riders con el propósito de crear la Guerra de los Rider. Él es hermano mayor de Yui, y fue llevado a vivir con un pariente a Estados Unidos hace trece años. Kanzaki investigó el Mirror Monsters, donde aparente fue asesinado. Pero en realidad, Kanzaki entró en el Mirror World como una entidad, reapareciendo en la Universidad de Seimeiin hasta que se hizo un misterioso experimento relacionado con su investigación. Aunque piensa que es cruel, la intención de Kanzaki para crear la Guerra de los Rider es para salvar la vida de su hermana.

## Episodios
1. La Historia Secreta del Nacimiento (誕生秘話 Tanjō Hiwa?)
2. La Gran Araña Contraataca (巨大クモ逆襲 Kyodai Kumo Gyakushū?)
3. La Historia de la Escuela Fantasma (学校の怪談 Gakkō no Kaidan?)
4. La Historia de la Escuela Fantasma 2 (学校の怪談2 Gakkō no Kaidan Tsū?)
5. El Monstruo de la Tienda de Antigüedades (骨董屋の怪人 Kottōya no Kaijin?)
6. El Rider Misterioso (謎のライダー Nazo no Raidā?)
7. ¿Nace una Nueva Especie? (新種誕生? Shinshu Tanjō??)
8. El Cuarto, Zolda (４人目ゾルダ Yoninme Zoruda?)
9. ¿¡Shinji es Arrestado!? (真司が逮捕!? Shinji ga Taiho?)
10. La Crisis de Knight (ナイトの危機 Naito no Kiki?)
11. El Misterioso Tren Sin Tripulación (謎の無人電車 Nazo no Mujin Densha?)
12. El Amante de Ren Akiyama (秋山蓮の恋人 Akiyama Ren no Koibito?)
13. Ese Hombre Zolda (その男ゾルダ Sono Otoko Zoruda?)
14. Día de resurrección (復活の日 Fukkatsu no Hi?)
15. La Leyenda de la Máscara de Hierro (鉄仮面伝説 Tetsu Kamen Densetsu?)
16. La carta del Destino (運命のカード Unmei no Kādo?)
17. Knight Afligido (嘆きのナイト Nageki no Naito?)
18. El Escape Rider (脱獄ライダー Datsugoku Raidā?)
19. Reunión Rider (ライダー集結 Raidā Shūketsu?)
20. Ren el Traicionero (裏切りの蓮 Uragiri no Ren?)
21. El Pasado de Yui (優衣の過去 Yui no Kako?)
22. La Venganza de Raia (ライアの復讐 Raia no Fukushū?)
23. Cambiando el Destino (変わる運命 Kawaru Unmei?)
24. El Secreto de Ohja (王蛇の秘密 Ōja no Himitsu?)
25. Combinando a Ohja (合体する王蛇 Gattai Suru Ōja?)
26. El ataque de Zolda (ゾルダの攻撃 Zoruda no Kōgeki?)
27. 13 Rider (１３号ライダー Jūsangō Raidā?)
28. Time Vent (タイムベント Taimu Bento?)
29. Batalla en la Entrevista Matrimonial (見合い合戦 Miai Gassen?)
30. El Amante de Zolda (ゾルダの恋人 Zoruda no Koibito?)
31. La Chica y Ohja (少女と王蛇 Shōjo to Ōja?)
32. Recopilación de Datos Secretos (秘密の取材 Himitsu no Shuzai?)
33. La Magia del Espejo (鏡のマジック Kagami no Majikku?)
34. La Batalla de la Amistad (友情のバトル Yūjō no Batoru?)
35. Entra, Tigre (タイガ登場 Taiga Tōjō?)
36. La Batalla Termina (戦いは終わる Tatakai wa Owaru?)
37. El Sueño está Despertando (眠りが覚めて Nemuri ga Samete?)
38. Yui Apuntada (狙われた優衣 Nerawareta Yui?)
39. Un Signo Peligroso (危険のサイン Kiken no Sain?)
40. Memorias de un Hermano Mayor y su Hermana Menor (兄と妹の記憶 Ani to Imōto no Kioku?)
41. Imperer (インペラー Inperā?)
42. Habitación 401 (401号室 Yonhyakuichi-gōshitsu?)
43. El Héroe Pelea (英雄は戦う Eiyū wa Tatakau?)
44. La Felicidad Vidriosa (ガラスの幸福 Garasu no Kōfuku?)
45. El Vigésimo Cumpleaños (20歳の誕生日 Hatachi no Tanjōbi?)
46. Tiger, un Héroe (タイガは英雄 Taiga wa Eiyū?)
47. La Determinación de la Batalla (戦いの決断 Tatakai no Ketsudan?)
48. Los Últimos 3 Días (最後の3日間 Saigo no Mikkakan?)
49. Concediendo un Deseo (叶えたい願い Kanaetai Negai?)
50. Nueva Vida (新しい命 Atarashii Inochi?)

### Películas
- Kamen Rider Ryūki: Episode Final (劇場版　仮面ライダー龍騎　ＥＰＩＳＯＤＥ　ＦＩＮＡＬ Gekijōban Kamen Raidā Ryūki Episōdo Fainaru?): Estrenada el 17 de agosto de 2002
- Kamen Rider Ryūki: Ryūki vs Kamen Rider Agito (仮面ライダー龍騎 龍騎vs仮面ライダーアギト Kamen Raidā Ryūki: Ryūki Buiesu Kamen Raidā Agito?): Especial para video donde apareció el Rider protagonista de la temporada anterior: Kamen Rider Agito. Estrenado el 1 de septiembre de 2002
- Kamen Rider Ryūki Special: 13 Riders (仮面ライダー龍騎スペシャル 13 RIDERS Kamen Raidā Ryūki Supesharu Sātīn Raidāzu?): Especial para TV donde aparecieron los 13 Riders. Estrenado el 19 de septiembre de 2002

## Reparto
- Shinji Kido/Shinji del Espejo: Takamasa Suga
- Ren Akiyama: Satoshi Matsuda
- Masashi Sudō: Takeshi Kimura
- Shūichi Kitaoka: Ryohei Odai
- Miyuki Tezuka: Hassei Takano
- Jun Shibaura: Satoshi Ichijō
- Takeshi Asakura: Takashi Hagino
- Satoru Tōjō: Jun Takatsuki
- Mitsuru Sano: Takashi Hyuga
- Daisuke Okubo: Kanji Tsuda
- Miho Kirishima: Natsuki Kato
- Itsurō Takamizawa: Arthur Kuroda
- Kamen Rider Ōdin: Tsuyoshi Koyama
- Yui Kanzaki: Ayano Sugiyama
- Sanako Kanzaki: Kazue Tsunogae
- Gorō Yura: Tomohisa Yuge
- Eri Ogawa: Mahiru Tsubura
- Hajime Nakamura: Junichi Mizuno
- Hideyuki Kagawa: Satoshi Jinbo
- Shirō Kanzaki: Kenzaburo Kikuchi
- Narrador: Eiichiro Suzuki

## Temas musicales

### Tema de entrada
- "Alive A life"
  - Letra: Yuko Ebine
  - Música: Kohei Wada
  - Arreglos: Kohey Wada y Kazuya Honda
  - Intérprete: Rika Matsumoto

### Temas de cierre
- "Hatenaki Inochi" (果てなき希望（いのち Hatenaki Inochi?, "Vida ilimitada") (Episodios 1-17, 19-33)
  - Letra: Shin'ichiro Aoyama
  - Música: Yo Tsuji
  - Arreglos: Masatoshi Sakashita
  - Intérprete: Hiroshi Kitadani

- "Hateshinai Honō no Naka e" (果てしない炎の中ヘ Hateshinai Honō no Naka e?, "En la llama eterna") (Episodio 18)
  - Letra: Keiko Terada y Yoshihiko Ando
  - Música: Yoshio Nomura
  - Arreglos: RIDER CHIPS
  - Intérprete: RIDER CHIPS ft. Keiko Terada

- "Revolution" (Episodios 34-37, 39-50)
  - Letra: Yuko Ebine
  - Música: Mikio Sakai
  - Arreglos: Mikio Sakai
  - Intérprete: Hiroshi Kitadani

- "Lonely Soldier" (Episodio 38)
  - Letra: Yuko Ebine
  - Música: Yo Tsuji
  - Arreglos: Akio Kondo
  - Intérprete: Satoshi Matsuda

- Datos: Q661731